# 星空のページェント
「星空のページェント」（ほしぞらのページェント）は、ふきのとう25枚目のシングル楽曲。1986年6月21日にCBSソニー / Silverlandよりリリース。

## 解説
同年に発売された12枚目のアルバム『星空のページェント』の先行シングルとしてリリースされた。
この頃から、山木康世と細坪基佳の間に亀裂が入り始めた。楽曲・歌唱力双方で力をつけてきた細坪と、「あくまで自分の曲を細坪が歌うことがふきのとうのスタイルである」とこだわった山木との考えの違いが大きくなっていったことが要因である。
B面の「ガス燈」はシングルバージョンであり、アルバム『星空のページェント』収録されているバージョンはイントロが長くなっている。

## 収録曲

### Side A
1. 星空のページェント（4分26秒）
  - 作詞・作曲:山木康世／編曲:チト河内

### Side B
1. ガス燈（4分42秒）
  - 作詞・作曲:細坪基佳／編曲:チト河内

## カバー
星空のページェント
- 江畑兵衛 from TRIPLANE（2018年） - トリビュート・アルバム『天衣無縫 〜A Tribute to YAMAKI YASUYO〜』に収録